# Doubt (manga)
Doubt (ダウト Dauto?), también conocido como Rabbit Doubt (ラビット·ダウト Rabitto Dauto?), es un manga escrito e ilustrado por Yoshiki Tonogai. 
El manga fue publicado por primera vez en la revista Gekkan Shōnen Gangan de Square Enix el 12 de julio de 2007, finalizando su andadura el 12 de febrero de 2009 con un total de 20 capítulos recopilados en 4 tankōbon. Un CD Drama fue lanzado el 27 de mayo de 2009.

## Argumento
Doubt gira en torno a un videojuego para teléfono móvil llamado "Rabbit Doubt". Los jugadores son conejos en una colonia, y uno de esos jugadores es el lobo escogido al azar para actuar como infiltrado del grupo. Cada ronda, los conejos individualmente intentan descubrir quien es el lobo mientras éste se come a los conejos uno por uno. El jugador que adivine quién es el lobo gana, pero si el lobo se los come a todos, dicho jugador es el ganador.
Cuatro jugadores, más otro que no juega a Rabbit Doubt, se reúnen para relajarse juntos. Durante el día, el grupo entero es secuestrado inconscientemente y despiertan en un hospital psiquiátrico abandonado donde conocen a un quinto jugador que no fue a dicho encuentro. El grupo encuentra el celular de ésta y se dan cuenta de que están jugando al "Rabbit Doubt" en la vida real. Para sobrevivir, el "lobo" entre ellos debe morir antes de que este mate a los "conejos".
En el transcurso de la historia, son implementados una serie de elementos para agregar suspense a la trama, tales como códigos de barras en el cuerpo de los jugadores que sólo abren una puerta del recinto por cada uno, CCTV vigilando la actividad de los jugadores o varias características del género thriller, como pistas falsas o cliffhangers.

## Personajes

Como parte del juego, todos los jugadores son conejos menos uno, que representa al lobo infiltrado.

La siguiente sección describe brevemente a los personajes principales. Todos ellos son jugadores de Rabbit Doubt, excepto Mitsuki Hōyama. Tienen en común el hecho de ser mentirosos de cierta forma, que es la razón por la cual son obligados a jugar. 
El personaje principal es Yū Aikawa (あいかわ ゆう Aikawa Yū?), un joven que asistió a la reunión junto con su amiga de la infancia, Mitsuki. Es acusado por Haruka y Hajime de ser el lobo, ya que oculto el hecho de no poseer un código de barras. Su mentira fue hacia Mitsuki; alegando deber estar en su casa esta última lo ve paseando con una amiga en el centro comercial.
La única persona del grupo que no juega en Rabbit Doubt es Mitsuki Hōyama (ほうやま みつき Hōyama Mitsuki?). Es la amiga de la infancia de Yū y muy estricta, debido a que su padre es policía. Es delegada de su clase desde primaria. Su padre intentó suicidarse debido a una traición por parte de un amigo y como resultado de esto debió lidiar con deudas, por lo que su objetivo es buscar venganza frente a todos los mentirosos.
Eiji Hoshi (ほし えいじ Hoshi Eiji?) es un chico de temperamento impulsivo, y al parecer el más adulto en el grupo. Aparece junto a su amiga Haruka. En una pelea callejera asesinó a una persona y no recibió sanción por ello al ser menor de edad, solo le fue retirada su licencia de boxeo.
Haruka Akechi (あけち Akechi Haruka?) es una atractiva chica que acompaña a Eiji. Es una persona sonriente y solidaria que se preocupa de los demás. Está ahí por ser mediadora de prostitutas de chicas de instituto y quedarse con parte del dinero de lo que ganaban, y además de chantajear a quienes iban amenazándolos de exponerla a los medios de comunicación.
Rei Hazama (はざま れい Hazama Rei?) es una chica inválida que debe moverse en silla de ruedas, debido a un accidente en automóvil en el que sus padres murieron. Era parte de un programa de TV sobre hipnosis, pero fue acusada de fraude y huyó. 
Quien no asistió al encuentro es Hajime Komaba (こまば はじめ Komaba Hajime?), un chico tranquilo que según Eiji es sospechoso de ser el lobo. Es calculador, meticuloso y quien más sabe sobre el juego. Cuando era un estudiante de medicina en prácticas, asesinó a una chica accidentalmente, pero al ser su padre el director del hospital universitario, se encubrió la muerte.

## Contenido de la obra

### Manga
Escrito y dibujado por Yoshiki Tonogai, los capítulos de Doubt fueron publicados en la revista Gekkan Shōnen Gangan de la editorial Square Enix desde su comienzo el 12 de julio de 2007 hasta su final el 12 de febrero de 2009. Con un total de 20 capítulos, Doubt fue recopilado en 4 tankōbon. En 2010 aún no se habían concedido licencia para su traducción oficial al inglés o español. En Europa, la editorial Editions Ki-oon publicó la versión en francés del manga.
El 12 de enero de 2010 el autor comenzó Judge (ジャッジ Jajji?), un manga con la misma temática y estilo que Doubt.
| Volumen | ISBN               | Publicación en Japón    | Volumen | ISBN               | Publicación en Japón  |
| ------- | ------------------ | ----------------------- | ------- | ------------------ | --------------------- |
| 01      | ISBN 4-7575-2180-4 | 22 de diciembre de 2007 | 03      | ISBN 4-7575-2404-8 | 22 de octubre de 2008 |
| 02      | ISBN 4-7575-2278-9 | 22 de mayo de 2008      | 04      | ISBN 4-7575-2563-X | 22 de mayo de 2009    |

### CD Drama
Drama CD Doubt (ドラマCDダウト Doubt CD Drama?) es un CD Drama basado en Doubt, aunque no con sus personajes, lanzado el 27 de mayo de 2009 en Japón. Está compuesto de seis pistas:
1. GATHERING (収集 GATHERING?)
2. AREA (エリア AREA?)
3. CIRCLE (サークル CIRCLE?)
4. LIAR (うそつき LIAR?)
5. FANG (牙 FANG?)
6. SOLILOQUY (独り言 SOLILOQUY?)

## Recepción
El cuarto volumen ocupó el decimocuarto lugar en la lista de los treinta mangas más vendidos de Japón por la semana del 18 al 24 de mayo de 2009, vendiendo 45.770 copias esa semana. La semana siguiente, del 25 al 31 de mayo, el volumen subió al décimo lugar con la venta de 47.323 copias adicionales. La obra ha recibido buena crítica; la web francesa Manga-News lo elogió en su primer tankōbon, señalando que «a pesar de no ser perfecto», resulta ser entretenido, e incluso lo comparó con el filme Saw, aunque también hubo críticas hacia los personajes, sobre todo por ser «bastante estereotipados» y sus reacciones carentes de «credibilidad».